# Raginpert
Raginpert ali Raginbert je bil vojvoda Torina in nato nekaj mesecev leta  701 kralj Langobardov, * ni znano, † 701.
Bil je sin kralja Godeperta (vladal 661-662) in vnuk kralja Ariperta I. (vladal 653-661). Leta 701 je odstavil svojega pranečaka, kralja Liutperta, si prilastil njegov položaj in v nasledstveno linijo vključil svojega sina Ariperta.  S svojimi Nevstrijci iz Piemonta je napadel regenta Anspranda  in ga v bitki pri Novari porazil. Kmalu zatem je umrl. Nasledil ga je sin Aripert, vendar ne takoj po njegovi smrti.

## Sklic
1. ↑  German Tribes. GermanTribes.org. Arhivirano iz izvirnika 18. julija 2010.  Pridobljeno 18. julija 2010.

| Raginpert Rojen: ni znano Umrl: 701 |                        |                        |
| Vladarski nazivi                    |                        |                        |
| Predhodnik: Garibald                | Vojvoda Torina 671–701 | Naslednik: Aripert II. |
| Predhodnik: Liutpert                | Kralj Langobardov 701  | Naslednik: Aripert II. |